# Зорянська сільська рада (Нікольський район)
| Зорянська сільська рада — колишній орган місцевого самоврядування у Нікольському районі Донецької області з адміністративним центром у с. Зоря. Сільській раді були підпорядковані населені пункти: - с. Зоря - с. Водяне - с. Гранітне - с. Приовражне |

## Склад ради
Рада складалася з 16 депутатів та голови.

## Керівний склад сільської ради
| ПІБ                     | Основні відомості                                                         | Дата обрання | Дата звільнення |
| ----------------------- | ------------------------------------------------------------------------- | ------------ | --------------- |
| Лапенко Надія Сергіївна | Сільський голова, 1955 року народження, освіта, член Партії регіонів      | 26.03.2006   | 31.10.2010      |
| Лапенко Надія Сергіївна | Сільський голова, 1955 року народження, освіта вища, член Партії регіонів | 31.10.2010   | 20.05.2015      |

Примітка: таблиця складена за даними джерела